# Herma Bauma
Hermine ("Herma") Bauma (Viena; 23 de enero de 1915-ídem; 9 de febrero de 2003) fue una atleta austríaca especializada en el lanzamiento de jabalina y además una famosa jugadora de balonmano.
Bauma compitió en los Juegos Olímpicos de 1948 celebrados en Londres en la prueba de lanzamiento de jabalina ganando la medalla de oro.